# Râul Jaghjagh
Râul Jaghjagh (în arabă نهر جقجق Nahr Jaqjaq, în arabă نهر الجغجغ Nahr al-Jaghjagh, sau Nahr al-Hirmas, în turcă Çağ-çağ Deresi, în siriacă ܢܗܕܐ ܕܔܩܔܩ Nahro dJaqjaq, în kurdă Çemê Nisêbînê sau Cexcex) este un curs de apă, afluent al râului Khabur din Turcia și Siria.
Râul era cunoscut în greaca veche ca Mygdonius (în greacă veche Μυγδόνιος), și și-a împrumutat numele orașului Antiohia în Mygdonia.

## Curs
Râul trece în Siria în apropierea orașelor Nusaybin și Qamishli. Apa este puternic utilizată pentru irigații, atât în Turcia, cât și în Siria. Râul se varsă în Râul Khabur la Al-Hasakah.

## Animale sălbatice
Midii de apă dulce și broaște țestoase trăiesc în râu. Păstrăvii suntsunt crescuți și comercial.